# Pseudoligia similiaria
Pseudoligia similiaria är en fjärilsart som beskrevs av Mengel 1849. Pseudoligia similiaria ingår i släktet Pseudoligia och familjen nattflyn. Inga underarter finns listade.